# Ковачевець
Кова́чевець (болг. Ковачевец) — село в Тирговиштській області Болгарії. Входить до складу общини Попово.

## Населення
За даними перепису населення 2011 року у селі проживала 671 особа.
Національний склад населення села:
| Національність   | Кількість осіб | Відсоток |
| ---------------- | -------------- | -------- |
| болгари          | 360            | 54,6 %   |
| турки            | 164            | 24,9 %   |
| цигани           | 134            | 20,3 %   |
| Всього відповіли | 659            |          |

Розподіл населення за віком у 2011 році:
Динаміка населення: